# Piti Ferenc
Piti Ferenc (Szentes, 1971. február 18. –) magyar történész, medievista.
Oktatási területe: könyvészeti és forrástani alapismeretek, kódex- és oklevélolvasás, kronológia, középkori bíráskodási szervezet és perjog, diplomatika, paleográfia, latin forrásolvasás.
Kutatási területe: 11–14. századi magyar történelem, Anjou-kori oklevelek.

## Életpályája
1989-ben érettségizett a szentesi Horváth Mihály Gimnáziumban; felsőfokú tanulmányokat a szegedi JATE Bölcsészettudományi Karon folytatott történelem–latin speciális képzés keretében. 1994-ben nyert történelem szakos középiskolai tanári oklevelet; ugyanebben az évben címer- és pecséttani tanulmányokat folytatott az ELTE Bölcsészettudományi Kar Történeti Intézet Történeti segédtudományok Tanszéken. 1995–1998 közt részt vett a JATE BTK Történettudományi Doktori Iskola medievisztika-doktori alprogramjában.
PhD-abszolutórumot szerzett 1998-ban. Anjou-kori Oklevéltár XXIV. (1340) c. kötetével 2001-ben szerzett summa cum laude minősítésű PhD-fokozatot. A Történeti Segédtudományok Tanszéken 1992–1994-ig demonstrátorként dolgozott, 1994-től tanársegéddé léptették elő; jelenleg az MTA, SZTE és a MOL Magyar Medievisztikai Kutatócsoportban főmunkatárs és vezetőhelyettes.
A SZTE Történelemtudományi Doktori Iskola egyik oktatója.

## Tudományos tisztségek
- Szegedi Akadémiai Bizottság Magyar Történeti Munkabizottsága, 1999–
- Szegedi Középkorász Műhely, 1999–
- SZTE BTK Középkortörténeti Doktori Program Tanácsa, 2001–
- Magyar Tudományos Akadémia Köztestülete, 2002–
- Anjou-kori Oklevéltár-sorozat szerkesztőbizottsága, 2005–

## Főbb munkái
- A Constantinus-i adománylevél. Donatio Constantini – VIII. század. Documenta Historica 19. Szeged, 1995. 28 p.
- Anjou-kori Oklevéltár XXIII. (1339) Bp.–Szeged, 1999. 485 p.
- Constantinus császár adománylevele. Donatio Constantini – VIII. század. A Sola Scriptura Főiskola Kiadványai. Bp., 1999. 31 p.
- Anjou-kori Oklevéltár XXIV. (1340) Bp.–Szeged, 2001. 477 p.
- Szabolcs megye hatóságának oklevelei I. (1284–1386) Szeged–Nyíregyháza, 2004. 233 p.
- Anjou-kori Oklevéltár XX. (1336) Bp.–Szeged, 2004. 471 p.
- Anjou-kori Oklevéltár XXVI. (1342) Bp.–Szeged, 2007. 621 p.
- Anjou-kori Oklevéltár XXVII. (1343) Bp.–Szeged, 2007. 707 p.
- Piti Ferenc–C. Tóth Norbert, Neumann Tibor: Szatmár megye hatóságának oklevelei, 1284-1524; Szabolcs-Szatmár-Bereg Megyei Múzeumok Igazgatósága, Nyíregyháza, 2010 (A Nyíregyházi Jósa András Múzeum kiadványai)
- Középkortörténeti tanulmányok, A VII. Medievisztikai PhD-konferencia (Szeged, 2011. június 1–3.) előadásai; szerk. Kiss P. Attila, Piti Ferenc, Szabados György; Szegedi Középkorász Műhely, Szeged, 2012

## Társasági tagság
- Magyar Neolatin Társaság, 2000–
- Magyar Történelmi Társulat, 2001–

## Díjak, elismerések
- Akadémiai Ifjúsági Díj: 2000
- Kristó Gyula-díj 2005

## Külső hivatkozások
- MTA Magyar Medievisztikai Kutatócsoport
- MTA, SZTE, MOL Magyar Medievisztikai Kutatócsoportja